# Episodi di Archie Bunker's Place (quarta stagione)

Immagine tratta dalla sigla di questa stagione

La quarta e ultima stagione della serie televisiva Archie Bunker's Place è stata trasmessa negli Stati Uniti d'America dal 26 settembre 1982 al 4 aprile 1983 sulla CBS. 
In Italia la stagione è andata in onda nel 1986 su Canale 5. 
| nº | Titolo originale            | Titolo italiano                      | Prima TV USA      | Prima TV Italia |
| -- | --------------------------- | ------------------------------------ | ----------------- | --------------- |
| 1  | Archie's Night Out          | L'appuntamento di Archie             | 26 settembre 1982 | 1986            |
| 2  | Gary's Ex                   | La ex di Gary                        | 3 ottobre 1982    | 1986            |
| 3  | The Eyewitnesses            | I testimoni oculari                  | 10 ottobre 1982   | 1986            |
| 4  | Double Date                 | Doppio appuntamento                  | 17 ottobre 1982   | 1986            |
| 5  | From the Waldorf to Astoria | Da Waldorf a Astoria                 | 24 ottobre 1982   | 1986            |
| 6  | Stay Out of My Briefs       | Fuori dai miei slip                  | 31 ottobre 1982   | 1986            |
| 7  | Break a Leg, Stephanie      | In bocca al lupo, Stephanie          | 7 novembre 1982   | 1986            |
| 8  | Archie Gets a Head          | Un capo per Archie                   | 21 novembre 1982  | 1986            |
| 9  | Barney Gets Laid Off        | Barney viene licenziato              | 28 novembre 1982  | 1986            |
| 10 | Marriage on the Rocks       | Matrimonio in montagna               | 12 dicembre 1982  | 1986            |
| 11 | Father Christmas            | Il Natale di papà                    | 19 dicembre 1982  | 1986            |
| 12 | Teacher's Pet               | Grazie prof                          | 26 dicembre 1982  | 1986            |
| 13 | Captain Video               | Il video di Barney                   | 2 gennaio 1983    | 1986            |
| 14 | The Promotion               | La promozione                        | 9 gennaio 1983    | 1986            |
| 15 | Three Women                 | Tre donne                            | 16 gennaio 1983   | 1986            |
| 16 | Relief Bartender            | Barista sollevato                    | 23 gennaio 1983   | 1986            |
| 17 | The Red Herring             | La falsa pista                       | 30 gennaio 1983   | 1986            |
| 18 | The Boys' Night Out         | L'appuntamento dei ragazzi           | 13 febbraio 1983  | 1986            |
| 19 | I Can Manage                | Archie innamorato pazzo              | 20 febbraio 1983  | 1986            |
| 20 | Store Wars                  | Store Wars                           | 27 febbraio 1983  | 1986            |
| 21 | Bunker Madness              | Follia Bunker                        | 13 marzo 1983     | 1986            |
| 22 | No One Said It Was Easy     | Nessuno ha detto che è stato facile  | 26 marzo 1983     | 1986            |
| 23 | Small Claims Court          | Piccoli richiami fuori dal tribunale | 28 marzo 1983     | 1986            |
| 24 | I'm Torn Here               | Fine di un'era                       | 4 aprile 1983     | 1986            |